# Carlos Akapo
Carlos Akapo Martínez (Valencia, 13 luglio 1994) è un calciatore spagnolo naturalizzato equatoguineano, centrocampista dell'Amazonas e della nazionale equatoguineana.

## Caratteristiche tecniche
È un esterno destro.

## Carriera

### Club
Cresciuto nei settori giovanili dell'Huracán Valencia, ha esordito il 22 gennaio 2012 nel match perso 2-1 contro il Maiorca B.

### Nazionale
Ha esordito con la nazionale equatoguineana l'8 giugno 2013 nel match perso 3-0 contro Capo Verde; è stato convocato per la Coppa delle nazioni africane 2021 e per la Coppa delle nazioni africane 2023.

## Statistiche

### Presenze e reti nei club
Statistiche aggiornate al 22 aprile 2017.
| Stagione                | Squadra                 | Campionato              | Campionato | Campionato | Coppe nazionali | Coppe nazionali | Coppe nazionali | Coppe continentali | Coppe continentali | Coppe continentali | Altre coppe | Altre coppe | Altre coppe | Totale | Totale | Totale |
| Stagione                | Squadra                 | Comp                    | Pres       | Reti       | Comp            | Pres            | Reti            | Comp               | Pres               | Reti               | Comp        | Pres        | Reti        | Pres   | Reti   |        |
| ----------------------- | ----------------------- | ----------------------- | ---------- | ---------- | --------------- | --------------- | --------------- | ------------------ | ------------------ | ------------------ | ----------- | ----------- | ----------- | ------ | ------ | ------ |
| 2011-2012               | Huracán Valencia        | SB                      | 3          | 0          | CR              | 0               | 0               |                    | -                  | -                  | -           | -           | -           | 3      | 0      |        |
| 2012-2013               | Huracán Valencia        | SB                      | 23         | 0          | CR              | 0               | 0               |                    | -                  | -                  | -           | -           | -           | 23     | 0      |        |
| Totale Huracan Valencia | Totale Huracan Valencia | Totale Huracan Valencia | 26         | 0          |                 | 0               | 0               |                    | -                  | -                  |             | -           | -           | 26     | 0      |        |
| 2013-2014               | Numancia                | SD                      | 29         | 0          | CR              | 1               | 0               |                    | -                  | -                  | -           | -           | -           | 30     | 0      |        |
| 2014-2015               | Valencia Mestalla       | SB                      | 11         | 0          | CR              | 0               | 0               |                    | -                  | -                  | -           | -           | -           | 11     | 0      |        |
| 2015-2016               | Valencia Mestalla       | SB                      | 28         | 0          | CR              | 0               | 0               |                    | -                  | -                  | -           | -           | -           | 28     | 0      |        |
| Totale Valencia B       | Totale Valencia B       | Totale Valencia B       | 39         | 0          |                 | -               | -               |                    | -                  | -                  |             | -           | -           | 39     | 0      |        |
| 2016-2017               | Huesca                  | SD                      | 30         | 0          | CR              | 3               | 0               | -                  | -                  | -                  | -           | -           | -           | 33     | 0      |        |
| 2017-2018               | Huesca                  | SD                      | 20         | 0          | CR              | 1               | 0               |                    | -                  | -                  |             | -           | -           | 21     | 0      |        |
| 2018-2019               | Huesca                  | PD                      | 13         | 0          | CR              | 1               | 0               |                    | -                  | -                  |             | -           | -           | 14     | 0      |        |
| Totale Huesca           | Totale Huesca           | Totale Huesca           | 63         | 0          |                 | 5               | 0               |                    | -                  | -                  |             | -           | -           | 68     | 0      |        |
| 2019-2020               | Cadice                  | SD                      | 7          | 0          | CR              | 2               | 0               |                    | -                  | -                  |             | -           | -           | 9      | 0      |        |
| 2020-2021               | Cadice                  | PD                      | 13         | 1          | CR              | 3               | 0               |                    | -                  | -                  |             | -           | -           | 16     | 1      |        |
| 2021-2022               | Cadice                  | PD                      | 25         | 0          | CR              | 2               | 0               |                    | -                  | -                  |             | -           | -           | 27     | 0      |        |
| Totale Cadiz            | Totale Cadiz            | Totale Cadiz            | 45         | 1          |                 | 7               | 0               |                    | -                  | -                  |             | -           | -           | 52     | 1      |        |
| ago.-dic. 2022          | S.J. Earthquakes        | MLS                     | 0          | 0          | USOC            | 0               | 0               |                    | -                  | -                  |             | -           | -           | 0      | 0      |        |
| 2023                    | S.J. Earthquakes        | MLS                     | 28+1       | 2+0        | USOC            | 0               | 0               |                    | -                  | -                  | LC          | 2           | 0           | 31     | 2      |        |
| Totale carriera         | Totale carriera         | Totale carriera         | 231        | 3          |                 | 13              | 0               |                    | -                  | -                  |             | 2           | 0           | 246    | 3      |        |

### Cronologia presenze e reti in nazionale
| Cronologia completa delle presenze e delle reti in nazionale ― Guinea Equatoriale | Cronologia completa delle presenze e delle reti in nazionale ― Guinea Equatoriale | Cronologia completa delle presenze e delle reti in nazionale ― Guinea Equatoriale | Cronologia completa delle presenze e delle reti in nazionale ― Guinea Equatoriale | Cronologia completa delle presenze e delle reti in nazionale ― Guinea Equatoriale | Cronologia completa delle presenze e delle reti in nazionale ― Guinea Equatoriale | Cronologia completa delle presenze e delle reti in nazionale ― Guinea Equatoriale | Cronologia completa delle presenze e delle reti in nazionale ― Guinea Equatoriale |
| Data                                                                              | Città                                                                             | In casa                                                                           | Risultato                                                                         | Ospiti                                                                            | Competizione                                                                      | Reti                                                                              | Note                                                                              |
| --------------------------------------------------------------------------------- | --------------------------------------------------------------------------------- | --------------------------------------------------------------------------------- | --------------------------------------------------------------------------------- | --------------------------------------------------------------------------------- | --------------------------------------------------------------------------------- | --------------------------------------------------------------------------------- | --------------------------------------------------------------------------------- |
| 5-6-2013                                                                          | Bata                                                                              | Guinea Equatoriale                                                                | 0 – 1                                                                             | Togo                                                                              | Amichevole                                                                        | -                                                                                 |                                                                                   |
| 8-6-2013                                                                          | Praia                                                                             | Capo Verde                                                                        | 3 – 0                                                                             | Guinea Equatoriale                                                                | Qual. Mondiali 2014                                                               | -                                                                                 |                                                                                   |
| 16-6-2013                                                                         | Malabo                                                                            | Guinea Equatoriale                                                                | 1 – 1                                                                             | Tunisia                                                                           | Qual. Mondiali 2014                                                               | -                                                                                 | 46’                                                                               |
| 16-11-2013                                                                        | Malabo                                                                            | Guinea Equatoriale                                                                | 1 – 2                                                                             | Spagna                                                                            | Amichevole                                                                        | -                                                                                 |                                                                                   |
| 6-6-2015                                                                          | Aixovall                                                                          | Andorra                                                                           | 0 – 1                                                                             | Guinea Equatoriale                                                                | Amichevole                                                                        | -                                                                                 |                                                                                   |
| 14-6-2015                                                                         | Bata                                                                              | Guinea Equatoriale                                                                | 1 – 1                                                                             | Benin                                                                             | Qual. Coppa d'Africa 2017                                                         | -                                                                                 |                                                                                   |
| 5-9-2015                                                                          | Giuba                                                                             | Sudan del Sud                                                                     | 1 – 0                                                                             | Guinea Equatoriale                                                                | Qual. Coppa d'Africa 2017                                                         | -                                                                                 |                                                                                   |
| 15-11-2015                                                                        | Bata                                                                              | Guinea Equatoriale                                                                | 1 – 0                                                                             | Marocco                                                                           | Qual. Mondiali 2018                                                               | -                                                                                 | 53’                                                                               |
| 25-3-2016                                                                         | Bamako                                                                            | Mali                                                                              | 1 – 0                                                                             | Guinea Equatoriale                                                                | Qual. Coppa d'Africa 2017                                                         | -                                                                                 |                                                                                   |
| 28-3-2016                                                                         | Malabo                                                                            | Guinea Equatoriale                                                                | 0 – 1                                                                             | Mali                                                                              | Qual. Coppa d'Africa 2017                                                         | -                                                                                 | 77’                                                                               |
| 12-6-2016                                                                         | Cotonou                                                                           | Benin                                                                             | 2 – 1                                                                             | Guinea Equatoriale                                                                | Qual. Coppa d'Africa 2017                                                         | -                                                                                 |                                                                                   |
| 14-9-2016                                                                         | Malabo                                                                            | Guinea Equatoriale                                                                | 4 – 0                                                                             | Sudan del Sud                                                                     | Qual. Coppa d'Africa 2017                                                         | 1                                                                                 |                                                                                   |
| 8-9-2018                                                                          | Bata                                                                              | Guinea Equatoriale                                                                | 1 – 0                                                                             | Sudan                                                                             | Qual. Coppa d'Africa 2019                                                         | -                                                                                 |                                                                                   |
| 17-11-2018                                                                        | Bata                                                                              | Guinea Equatoriale                                                                | 0 – 1                                                                             | Senegal                                                                           | Qual. Coppa d'Africa 2019                                                         | -                                                                                 |                                                                                   |
| 16-11-2019                                                                        | Dar es Salaam                                                                     | Tanzania                                                                          | 2 – 1                                                                             | Guinea Equatoriale                                                                | Qual. Coppa d'Africa 2021                                                         | -                                                                                 | 39’                                                                               |
| 11-11-2020                                                                        | Monastir                                                                          | Libia                                                                             | 2 – 3                                                                             | Guinea Equatoriale                                                                | Qual. Coppa d'Africa 2021                                                         | -                                                                                 | Cap.                                                                              |
| 15-11-2020                                                                        | Bata                                                                              | Guinea Equatoriale                                                                | 1 – 0                                                                             | Libia                                                                             | Qual. Coppa d'Africa 2021                                                         | -                                                                                 | Cap. 73’                                                                          |
| 28-3-2021                                                                         | Radès                                                                             | Tunisia                                                                           | 2 – 1                                                                             | Guinea Equatoriale                                                                | Qual. Coppa d'Africa 2021                                                         | -                                                                                 |                                                                                   |
| 3-9-2021                                                                          | Radès                                                                             | Tunisia                                                                           | 3 – 0                                                                             | Guinea Equatoriale                                                                | Qual. Mondiali 2022                                                               | -                                                                                 | Cap. 63’                                                                          |
| 7-10-2021                                                                         | Malabo                                                                            | Guinea Equatoriale                                                                | 2 – 0                                                                             | Zambia                                                                            | Qual. Mondiali 2022                                                               | -                                                                                 |                                                                                   |
| 10-10-2021                                                                        | Lusaka                                                                            | Zambia                                                                            | 1 – 1                                                                             | Tunisia                                                                           | Qual. Mondiali 2022                                                               | -                                                                                 |                                                                                   |
| 13-11-2021                                                                        | Malabo                                                                            | Guinea Equatoriale                                                                | 1 – 0                                                                             | Tunisia                                                                           | Qual. Mondiali 2022                                                               | -                                                                                 | Cap.                                                                              |
| 16-11-2021                                                                        | Nouakchott                                                                        | Mauritania                                                                        | 1 – 1                                                                             | Guinea Equatoriale                                                                | Qual. Mondiali 2022                                                               | -                                                                                 | Cap.                                                                              |
| 12-1-2022                                                                         | Douala                                                                            | Guinea Equatoriale                                                                | 0 – 1                                                                             | Costa d'Avorio                                                                    | Coppa d'Africa 2021 - 1º turno                                                    | -                                                                                 | Cap. 89’                                                                          |
| 16-1-2022                                                                         | Douala                                                                            | Algeria                                                                           | 0 – 1                                                                             | Guinea Equatoriale                                                                | Coppa d'Africa 2021 - 1º turno                                                    | -                                                                                 | Cap.                                                                              |
| 20-1-2022                                                                         | Limbe                                                                             | Sierra Leone                                                                      | 0 – 1                                                                             | Guinea Equatoriale                                                                | Coppa d'Africa 2021 - 1º turno                                                    | -                                                                                 | cap. 61’                                                                          |
| 26-1-2022                                                                         | Limbe                                                                             | Mali                                                                              | 0 – 0 (3 - 4 dtr)                                                                 | Guinea Equatoriale                                                                | Coppa d'Africa 2021 - Ottavi di finale                                            | -                                                                                 | cap.                                                                              |
| 30-1-2022                                                                         | Yaoundé                                                                           | Senegal                                                                           | 3 – 1                                                                             | Guinea Equatoriale                                                                | Coppa d'Africa 2021 - Quarti di finale                                            | -                                                                                 |                                                                                   |
| 17-6-2023                                                                         | Malabo                                                                            | Guinea Equatoriale                                                                | 1 – 0                                                                             | Tunisia                                                                           | Qual. Coppa d'Africa 2023                                                         | -                                                                                 | 48’                                                                               |
| 13-10-2023                                                                        | Malabo                                                                            | Guinea Equatoriale                                                                | 0 – 0                                                                             | Burkina Faso                                                                      | Amichevole                                                                        | -                                                                                 |                                                                                   |
| 15-11-2023                                                                        | Malabo                                                                            | Guinea Equatoriale                                                                | 1 – 0                                                                             | Namibia                                                                           | Qual. Mondiali 2026                                                               | -                                                                                 | 46’                                                                               |
| 20-11-2023                                                                        | Paynesville                                                                       | Liberia                                                                           | 0 – 1                                                                             | Guinea Equatoriale                                                                | Qual. Mondiali 2026                                                               | -                                                                                 | 46’                                                                               |
| 9-1-2024                                                                          | Malabo                                                                            | Guinea Equatoriale                                                                | 1 – 1                                                                             | Gibuti                                                                            | Amichevole                                                                        | 1                                                                                 | 46’                                                                               |
| 14-1-2024                                                                         | Abidjan                                                                           | Nigeria                                                                           | 1 – 1                                                                             | Guinea Equatoriale                                                                | Coppa d'Africa 2023 - 1º turno                                                    | -                                                                                 |                                                                                   |
| 18-1-2024                                                                         | Abidjan                                                                           | Guinea Equatoriale                                                                | 4 – 2                                                                             | Guinea-Bissau                                                                     | Coppa d'Africa 2023 - 1º turno                                                    | -                                                                                 | 80’                                                                               |
| 22-1-2024                                                                         | Abidjan                                                                           | Guinea Equatoriale                                                                | 4 – 0                                                                             | Costa d'Avorio                                                                    | Coppa d'Africa 2023 - 1º turno                                                    | -                                                                                 |                                                                                   |
| 28-1-2024                                                                         | Abidjan                                                                           | Guinea Equatoriale                                                                | 0 – 1                                                                             | Guinea                                                                            | Coppa d'Africa 2023 - Ottavi di finale                                            | -                                                                                 |                                                                                   |
| 5-6-2024                                                                          | Tunisi                                                                            | Tunisia                                                                           | 1 – 0                                                                             | Guinea Equatoriale                                                                | Qual. Mondiali 2026                                                               | -                                                                                 | cap. 9’                                                                           |
| 10-6-2024                                                                         | Malabo                                                                            | Guinea Equatoriale                                                                | 1 – 0                                                                             | Malawi                                                                            | Qual. Mondiali 2026                                                               | -                                                                                 | cap.                                                                              |
| 11-10-2024                                                                        | Malabo                                                                            | Guinea Equatoriale                                                                | 1 – 0                                                                             | Liberia                                                                           | Qual. Coppa d'Africa 2025                                                         | -                                                                                 | cap.                                                                              |
| 14-10-2024                                                                        | Monrovia                                                                          | Liberia                                                                           | 1 – 2                                                                             | Guinea Equatoriale                                                                | Qual. Coppa d'Africa 2025                                                         | -                                                                                 | cap. 41’ 81’                                                                      |
| 14-11-2024                                                                        | Malabo                                                                            | Guinea Equatoriale                                                                | 0 – 0                                                                             | Algeria                                                                           | Qual. Coppa d'Africa 2025                                                         | -                                                                                 | cap. 66’                                                                          |
| 21-3-2025                                                                         | Malabo                                                                            | Guinea Equatoriale                                                                | 2 – 0                                                                             | São Tomé e Príncipe                                                               | Qual. Mondiali 2026                                                               | -                                                                                 | 77’                                                                               |
| 24-3-2025                                                                         | Johannesburg                                                                      | Namibia                                                                           | 1 – 1                                                                             | Guinea Equatoriale                                                                | Qual. Mondiali 2026                                                               | -                                                                                 | 63’                                                                               |
| Totale                                                                            |                                                                                   | Presenze                                                                          | 44                                                                                |                                                                                   | Reti                                                                              | 2                                                                                 |                                                                                   |